# Oskar von Watter
Oskar Walther Gerhard Julius Freiherr von Watter (* 2. September 1861 in Ludwigsburg; † 23. August 1939 in Berlin) war ein deutscher Heeresoffizier, zuletzt Generalleutnant der Reichswehr.

Oskar von Watter (1919)

## Leben

### Herkunft
Oskar war ein Sohn des württembergischen Generalleutnants Karl von Watter und der Fabrikantentochter Emma, geborene Deyhle (1838–1863). Der Generalmajor Kurt von Watter (1866–1937) war sein Halbbruder.

### Vorkriegszeit
Watters militärische Laufbahn begann mit seiner Ernennung am 14. April 1879 zum Sekondeleutnant im Feldartillerie-Regiment „König Karl“ (1. Württembergisches) Nr. 13 der Württembergischen Armee in Ulm. Bei diesem Regiment wurde er, nach erfolgter Generalstabsausbildung an der Preußischen Kriegsakademie, am 16. Juni 1888 zum Premierleutnant und am 14. September 1893 zum Hauptmann befördert. Danach diente er im Stab der 31. Division in Straßburg und ab 20. Juni 1895 im Stab der 26. Division (1. Königlich Württembergische) in Stuttgart. 1899 wurde er als Ausbilder an die Feldartillerie-Schießschule in Jüterbog versetzt. 1901 wechselte er zurück in den Generalstabsdienst, nunmehr beim XIII. (Königlich Württembergisches) Armee-Korps in Stuttgart. Dort erfolgte am 18. Mai 1901 seine Beförderung zum Major. Es folgte Truppendienst als Abteilungskommandeur im Feldartillerie-Regiment „Prinzregent Luitpold von Bayern“ (2. Württembergisches) Nr. 29 in Ludwigsburg, im 2. Ostpreußischen Feld-Artillerie-Regiment Nr. 52 in Königsberg und schließlich von 1907 bis 1909 im 1. Kurhessischen Feldartillerie-Regiment Nr. 11 in Fritzlar. Bei diesem Regiment wurde er am 19. Dezember 1907 zum Oberstleutnant befördert. Da er sich erfolgreich für den Bau eines Heeresproviantamts in Fritzlar eingesetzt hatte, machte ihn die Stadt 1908 zu ihrem Ehrenbürger. Am 20. April 1909 wurde er zum Kommandeur des 2. Lothringischen Feldartillerie-Regiments Nr. 34 in Metz ernannt. Am 27. Januar 1911 erfolgte seine Beförderung zum Oberst und am 18. April 1912 seine Versetzung als Kommandeur der 10. Feldartillerie-Brigade nach Posen. In dieser Dienststellung wurde er am 1. Oktober 1913 zum Generalmajor befördert.

### Erster Weltkrieg
Watter nahm mit seiner Brigade im Verband der 10. Infanterie-Division an den ersten Kämpfen in Frankreich teil. Ende August 1914 wurde er Kommandeur der gesamten Artillerie des V. Armee-Korps. Am 1. März 1915 wurde er zum Kommandeur der neugebildeten 54. Infanterie-Division ernannt, die er bis zum 4. März 1918 befehligte. Mit dieser Division war er zunächst in Stellungskämpfen in der Champagne eingesetzt, dann vom 23. Juli bis zum 19. September 1915 an der Ostfront an Narew, Njemen und Beresina. Danach kämpfte seine Division erneut an der Westfront, an der Aisne, 1916/17 bei Compiegne und Verdun sowie schließlich in Flandern, der Champagne, bei Cambrai und 1918 in Lothringen. Am 6. November 1917 wurde Watter zum Generalleutnant befördert und am 23. Dezember 1917 mit dem Orden Pour le Mérite ausgezeichnet. Am 5. März 1918 übernahm er als Nachfolger des Generals Otto von Hügel den Befehl über das XXVI. Reserve-Korps, das er bis über das Kriegsende hinaus befehligte. Wenige Tage vor Kriegsende wurde ihm am 3. November 1918 das Eichenlaub zum Pour le Mérite verliehen.

### Weimarer Republik
Nach dem Waffenstillstand führte Watter seine Truppen in den Raum Kassel zur Demobilisierung zurück. Er selbst wurde zunächst ab 22. Dezember 1918 kurzzeitig Kommandeur der 17. Armee, dann ab 18. Januar 1919 Kommandierender General des VII. Armeekorps in Münster. Als solcher übernahm er Ende März 1919 auch das Oberkommando über alle westfälischen Freikorps, die als gemeinsames Kennzeichen ein grün-weiß-schwarzes Band um den unteren Teil der Schulterklappe trugen. Im Zuge der Umbildung der alten Armee zur Reichswehr wurde Watter am 1. Oktober 1919 Kommandeur der Reichswehr-Brigade 7 in Münster und zugleich des neugebildeten Wehrkreises VI in Münster. In dieser Dienststellung spielte er 1919 und 1920 eine maßgebliche Rolle bei der blutigen Niederschlagung der Streiks im Ruhrgebiet.

#### Ruhrgebietstreiks 1919
Das Generalkommando des VII. Armee-Korps hatte nahezu sofort nach Kriegsende mit der Aufstellung von Freikorps aus von der Westfront zurückkehrenden Einheiten begonnen. Darunter befand sich das etwa 2500 Mann starke Freikorps Lichtschlag, das Watter Anfang Februar 1919 gegen die Sozialisierungsbewegung im Ruhrgebiet in Marsch setzte. Nachdem er vorher das Einverständnis Gustav Noskes eingeholt hatte, ließ er am 11. Februar 1919 den Generalsoldatenrat für das Korps auflösen und seine anwesenden Mitglieder verhaften. Als das Freikorps am 14./15. Februar mit großer Brutalität gegen streikende Arbeiter in Dorsten vorging, spitzte sich die Lage mit dem Ausrufen eines Generalstreiks im Ruhrgebiet durch Anhänger der KPD und der USPD weiter zu. Am 16. Februar rückte des Freikorps auf seinen Befehl hin zu einer Befriedigungsaktion gegen Hervest-Dorsten aus. Der von etwa der Hälfte der Belegschaft des Ruhrbergbaus befolgte sogenannte Februarstreik wurde durch Watters Freikorps in teilweise blutigen Auseinandersetzungen mit den streikenden Arbeitern gewaltsam niedergeschlagen und am 21. Februar beendet. Das Vorgehen des Freikorps brachte ihm den Namen „Freikorps Totschlag“ ein.
Blutige Kämpfe zwischen Arbeitern und Freikorpstruppen in Witten am 24. und 25. März lösten eine neue Streikwelle aus. Ein am 30. März 1919 beschlossener unbefristeter Generalstreik wurde am 1. April bereits von etwa 160.000 Bergarbeitern und am 10. April von 307.000 Streikenden befolgt, was drei Viertel der Belegschaften im gesamten Ruhrkohlebergbau entsprach. Die Behörden verhängten den Belagerungszustand und kündigten den Einsatz von Militär an, um den Streik zu beenden. Der SPD-Politiker und spätere preußische Innenminister Carl Severing wurde General Watter als Reichs- und Staatskommissar zur Seite gestellt, um zu gewährleisten, dass die militärische Gewalt auf ein Mindestmaß beschränkt bliebe. Severings Vorgehen – mit Zugeständnissen, aber auch hartem Druck, Verhaftungen von Streikführern und der Gewährung von Sonderrationen für Arbeitwillige – zeigte Erfolg, und die Zahl der Streikenden ging ab dem 14. April stetig zurück. Allerdings brachte ein erneuter Gewaltexzess von Mitgliedern des Freikorps Lichtschlag, die am 15. April im Kreis Mettmann in eine Versammlung Streikender schossen, einen Rückschlag, als daraufhin eine Streikkonferenz die Fortsetzung des Streiks beschloss. Noch am 24. April streikte etwa ein Drittel der Belegschaften, erst am 2. Mai 1919 war der Streik endgültig beendet.

#### Kapp-Putsch und Ruhraufstand 1920
Beim Beginn des Kapp-Putsches am 13. März 1920 und nach dem Aufruf zum Generalstreik durch den Pressechef der Reichskanzlei im Namen des Reichspräsidenten und der SPD-Minister und -Fraktion, stellten sich Severing und der Oberpräsident der Provinz Westfalen, Bernhard Wuermeling, eindeutig auf die Seite der Regierung. Watter setzte Truppen in Marsch, unterließ aber jede klare Stellungnahme gegen die Putschisten. Nach ihrem Einzug hissten Watters Freikorps schwarz-weiß-rote Fahnen und ließen damit keinen Zweifel an ihrer Gesinnung. Eine am Vormittag des 13. März in Münster gehaltene Besprechung der Kommandeure im Wehrkreis VI vermied zwar eine öffentliche Parteinahme für die Putschisten, aber Watters Verlautbarung, „Ruhe und Ordnung im Industriegebiet“ sicherzustellen, war angesichts der Streikaufrufe zur Verteidigung der Republik ein deutliches Zeichen der Unterstützung des Putsches. Mit dieser Haltung stand Watter allerdings nicht allein, eine ganze Reihe von Kommunalpolitikern und beträchtliche Teile der höheren Beamtenschaft im Ruhrgebiet teilten sie.
Aus dem Generalstreik gegen den Kapp-Putsch entwickelte sich daraufhin im Ruhrgebiet eine allgemeine Aufstandsbewegung, der Ruhraufstand, der sich gegen Watter und die ihm unterstellten Freikorps richtete. Als Watter am 15. März Standgerichte einsetzte, bildete sich innerhalb kürzester Zeit aus bewaffneten Arbeitern die sogenannte Rote Ruhrarmee gegen seine Verbände. In blutigen Gefechten wurden die Freikorps geschlagen, und als der Putsch infolge der landesweiten Streiks auf Reichsebene praktisch gescheitert war, bekannte sich Watter am 16. März offiziell zur verfassungsmäßigen Regierung. Severings Aufruf am 21. März, nach der Niederlage Kapps wieder an die Arbeit zurückzukehren, wurde indes von den Streikenden ignoriert: Dabei spielte die Gegnerschaft gegenüber den Freikorps und Watter ebenso eine Rolle wie Empörung über die von Severing verantworteten Zwangsmaßnahmen. Da die Rote Ruhrarmee inzwischen das gesamte Ruhrgebiet beherrschte, wollten weder die preußische noch die Reichsregierung mit vollem militärischem Einsatz antworten, sondern bevorzugten eine Verhandlungslösung. Das zu diesem Zweck von Severing am 23. und 24. März vermittelte Bielefelder Abkommen erwies sich jedoch als wenig erfolgreich. Einerseits waren wichtige Gruppen wie die Rote Ruhrarmee, die KPD und die USPD nicht eingeladen oder nicht adäquat vertreten, andererseits waren General Watter und das Militär nur unzureichend in die Absprachen eingebunden und fühlten sich nicht daran gebunden. Ein Befehl Watters vom 22. März 1920 macht anschaulich, mit welcher Rücksichtslosigkeit er die Kämpfe führen ließ:

„Verhandelt wird nicht. Solange eine militärische Operation im Gange ist, darf sie auch nicht durch den meist zur Nachgiebigkeit neigenden Einspruch regierungstreuer Zivilisten beeinträchtigt werden. [...] In jedem Bewaffneten ist der Feind zu sehen. Unbewaffnete Massen haben ebenfalls auf der Straße nichts zu suchen. Sie müssen durch Feuer zersprengt werden, ehe sie an die Truppe herankommen.“

Eine Ablösung Watters, die vielfach auch aus den Reihen der SPD gefordert wurde, lehnte Severing ab, da es zu ihm keine Alternative gebe und sich alle Offiziere seines Wehrkreises mit ihm solidarisiert hätten. Selbst General Hans von Seeckt, Chef des Truppenamtes in Berlin und verantwortlich für die unklare Haltung des Militärs in den ersten Tagen des Putsches in der Reichshauptstadt, verlangte Watters Ablösung, weil dieser gegen das Bielefelder Abkommen protestiert hatte. Haupterfolg des Bielefelder Abkommens war ein Abrücken der gemäßigten Kräfte aus dem Umfeld der Gewerkschaften, der MSPD, der Demokraten und des Zentrums von der Ruhrarmee, weil diese sich von dem ursprünglichen Ziel, die Verfassung zu schützen, entfernt hatte.
Die Kämpfe dauerten an, vor allem in Duisburg, und selbst Severing sah schließlich keine Alternative mehr zu einem Einmarsch von Truppen ins Ruhrgebiet. Das Reichskabinett unter Reichskanzler Hermann Müller verließ die Basis des Bielefelder Abkommens und stellte ein Ultimatum zur Entwaffnung der Ruhrarmee. Dieses wurde von Watter eigenmächtig und ohne Absprache mit Severing hinsichtlich der Waffenabgabe in der Form verschärft, dass es den Aufständischen selbst bei Bereitschaft zur Aufgabe des Widerstands technisch gar nicht möglich war, die Bedingungen einzuhalten. Die Folge von Watters Ultimatum war die Proklamation des Generalstreiks durch den Essener Zentralrat, den ab dem 29. März etwa drei Viertel der Bergarbeiter des Reviers befolgten. Am 2. April ließ Watter Reichswehr und Freikorps in das Ruhrgebiet einmarschieren, wo sie den Aufstand mit äußerster Brutalität niederschlugen. Der Einsatz der Truppen in den bürgerkriegsähnlichen Kämpfen war begleitet von Misshandlungen und oft willkürlichen Erschießungen von Gefangenen und Verdächtigen mit über tausend Toten. Obwohl Reichspräsident Friedrich Ebert bereits am 3. April die Standgerichte und standrechtlichen Erschießungen überhaupt verboten hatte, gab Watter erst am 12. April, als der Aufstand bereits niedergeworfen war, den Befehl, „gesetzwidriges Verhalten“ ab sofort zu maßregeln.

#### Entlassung und Ruhestand

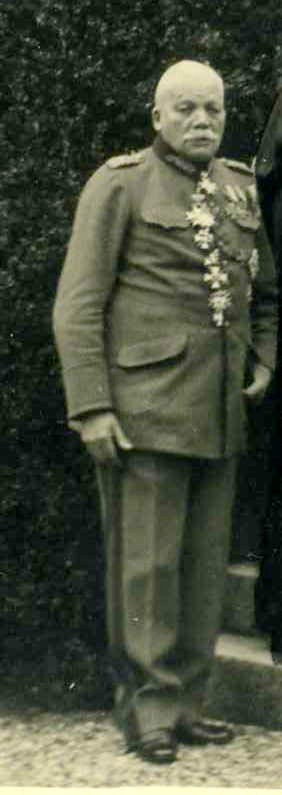
Oskar von Watter 1936

Watter wurde am 30. April 1920 aus seiner Dienststellung entfernt und zur Disposition gestellt und am 12. Juli 1920 aus der Reichswehr entlassen. 1934, nach der Machtergreifung der Nationalsozialisten, ließ er sich selbst und den im Kampf gegen die Arbeiter im Ruhrgebiet 1919/20 getöteten Soldaten und Freikorpskämpfern mit dem Ruhrkämpferehrenmal in Essen ein monumentales Denkmal setzen, das ihn zum Helden verklärt und die Niederschlagung des Ruhraufstands zum „Überlebenskampf gegen den Bolschewismus“ und „Vorläufer der nationalen Revolution“ des Nationalsozialismus stilisiert. Er starb wenige Tage vor Beginn des Zweiten Weltkriegs und wurde auf dem Invalidenfriedhof in Berlin bestattet.

### Auszeichnungen und Ehrungen (unvollständig)
- Ehrenritter des Johanniterordens[16]
- Ehrenkreuz des Ordens der Württembergischen Krone[16]
- Württembergisches Dienstehrenzeichen I. Klasse[16]
- Eisernes Kreuz (1914) II. und I. Klasse
- Ritterkreuz des Württembergischen Militärverdienstordens am 4. November 1914[17]
- Roter Adlerorden II. Klasse mit Schwertern im Jahre 1915
- Kronenorden II. Klasse mit Stern und Schwertern im Jahre 1917
- Komtur I. Klasse des Friedrichs-Ordens mit Schwertern am 18. Januar 1918[18]
- 1935 benannte die Wehrmacht die Artilleriekaserne in Fritzlar in Watter-Kaserne um.
- Die 1908 verliehene Ehrenbürgerwürde von Fritzlar wurde ihm Ende der 1980er Jahre aberkannt. Die am Ort existierende General-von-Watter-Straße wurde in Am Hospital umbenannt.[19]

## Ruhrkämpferehrenmal

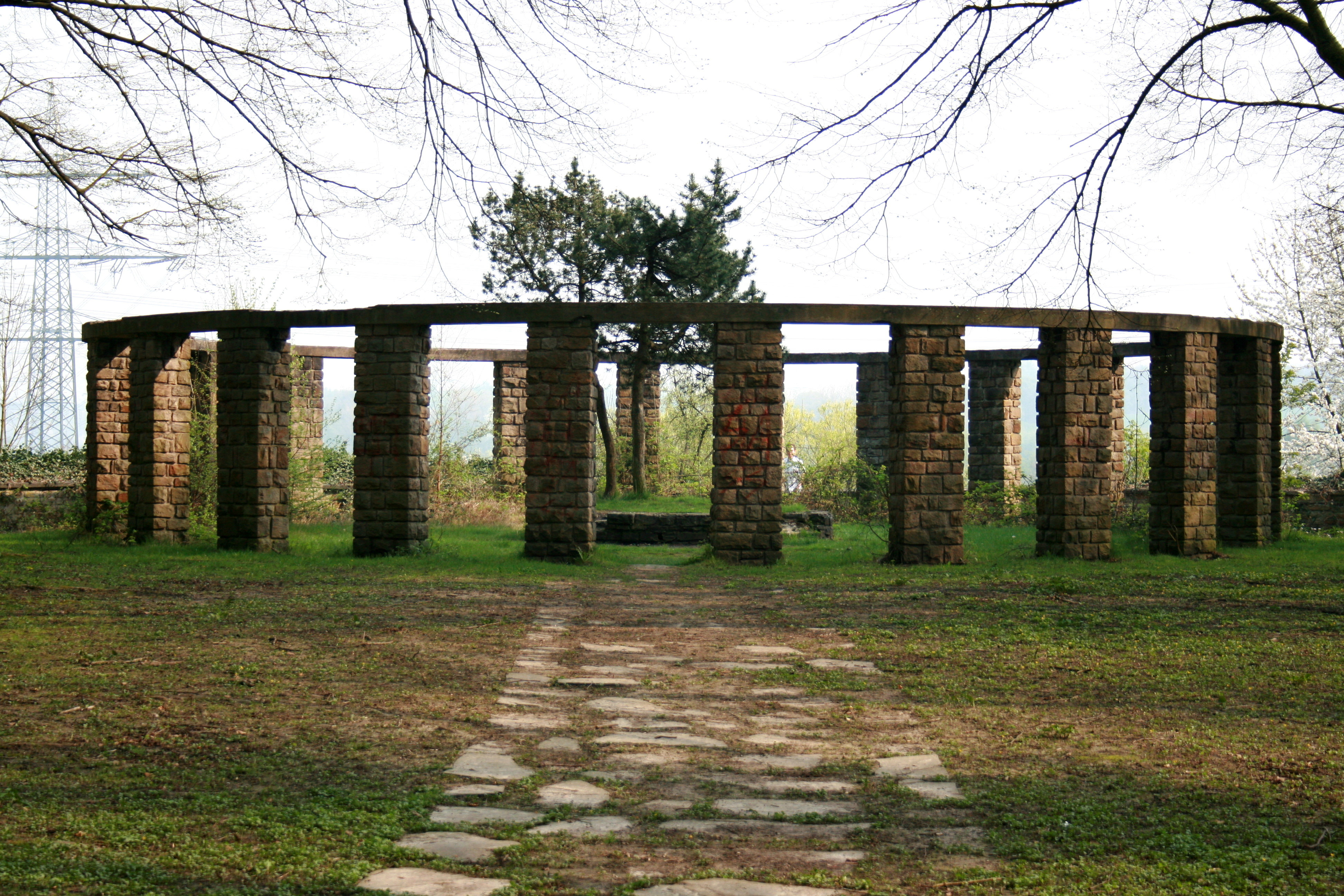
Ruhrkämpferehrenmal

Auf Watters Initiative wurde 1934 südöstlich von Haus Horst in Essen das sogenannte Ruhrkämpferehrenmal errichtet, das dem Gedenken an Militärs, Polizisten, Einwohnerwehren und Freikorpssoldaten gewidmet war, die bei der Niederschlagung des Ruhraufstands und den früheren Kämpfen rechtsgerichteter Freikorps gegen revolutionäre und revoltierende Arbeiter im Ruhrgebiet getötet wurden. Das Denkmal wurde am 4. November 1934 in Anwesenheit Watters mit einem nationalsozialistischen Massenaufmarsch eingeweiht. Die Straße, die damals direkt auf das Ehrenmal zuführte, wurde General-von-Watter-Straße genannt. Das Denkmal wurde 1985 zum Mahnmal erklärt; ab 1989 gab es eine Erläuterungstafel am Platz. Nach deren Zerstörung und Diebstahl im Jahr 2011 wurde im November 2015 eine neu gestaltete Informationstafel aufgestellt, die allerdings nach knapp einem Jahr im Oktober 2016 ebenfalls gestohlen wurde.